# Bräss (maträtt)

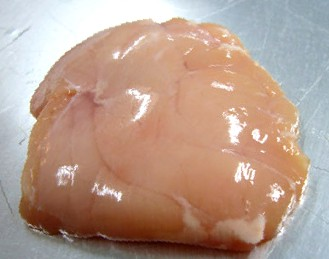
Otillagad bräss av lamm

Bräss (engelska: sweetbread, franska: ris) är en råvara bestående av brässkörteln från framför allt kalv eller lamm. Bräss kommer från ungdjur eftersom körteln tillbakabildas hos äldre djur.
Bräss serveras vanligen stekt eller gräddstuvad. Den kan ingå i receptet på wallenbergare.
Veterinären Elis Sandberg tog fram naturmedlet THX ur kalvbräss. Han hade tankar om att bräss hade något att göra med immunförsvaret, men det finns inga oberoende bevis för någon medicinsk effekt av detta naturmedel.

## Källor

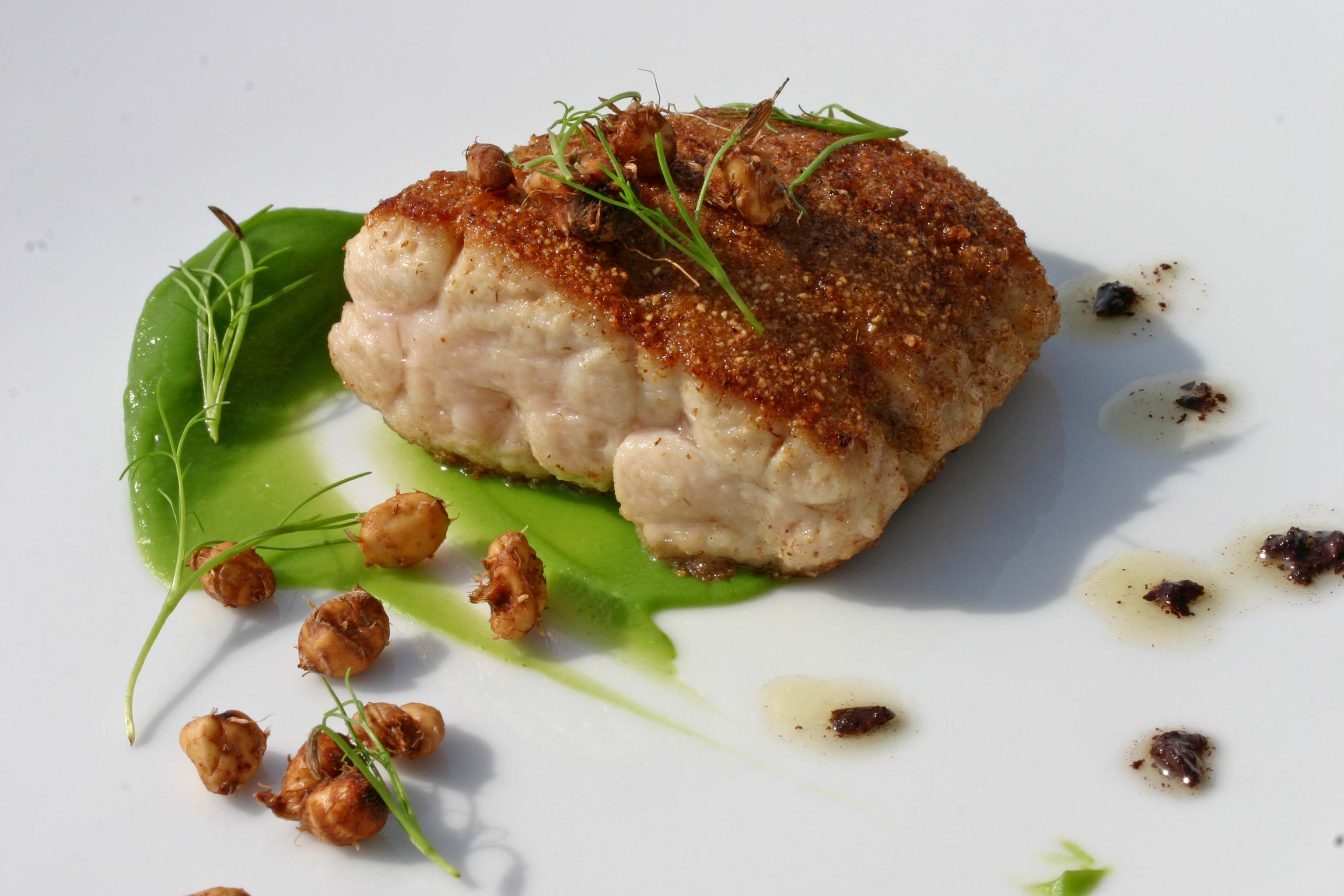
Stekt kalvbräss.